# Thoury
Thoury is een gemeente in het Franse departement Loir-et-Cher (regio Centre-Val de Loire) en telt 337 inwoners (1999). De plaats maakt deel uit van het arrondissement Romorantin-Lanthenay.

## Geografie
De oppervlakte van Thoury bedraagt 15,7 km², de bevolkingsdichtheid is 21,5 inwoners per km².
De onderstaande kaart toont de ligging van Thoury met de belangrijkste infrastructuur en aangrenzende gemeenten.

## Demografie
Onderstaande figuur toont het verloop van het inwonertal (bron: INSEE-tellingen).